# Temple (Oklahoma)
Temple é uma cidade  localizada no estado norte-americano de Oklahoma, no Condado de Cotton.

## Demografia
Segundo o censo norte-americano de 2000, a sua população era de 1146 habitantes.
Em 2006, foi estimada uma população de 1134, um decréscimo de 12 (-1.0%).

## Geografia
De acordo com o United States Census Bureau tem uma área de
3,4 km², dos quais 3,4 km² cobertos por terra e 0,0 km² cobertos por água. Temple localiza-se a aproximadamente 307 m acima do nível do mar.

## Localidades na vizinhança
O diagrama seguinte representa as localidades num raio de 24 km ao redor de Temple.